# سودان (منطقه)
این مقاله در مورد منطقهٔ جغرافیایی در جنوب صحرا است. برای منطقه ژئوپلیتیک در شمال شرقی آفریقا، سودان را ببینید. برای دو کشور همسایه در شمال شرقی آفریقا، سودان و سودان جنوبی را ببینید.
منطقهٔ سودان (lang|ar|بلاد السودان‎) یک منطقه جغرافیایی در جنوب صحرا است که از غرب آفریقا تا مرکز و شرق آفریقا امتداد دارد. این نام از عربی بلاد السودان (بلاد السودان) و ارض السودان (أَرْض السودان) گرفته شده است که هر دو به معنای «سرزمین سیاهان» است که به غرب آفریقا و شمال آفریقای مرکزی اشاره دارد.

## تاریخچه
به گفتهٔ برخی از مورخان مدرن، از بین تمام مناطق آفریقا، سودان غربی «جایی است که طولانی‌ترین توسعه کشاورزی، بازارها و تجارت از راه دور و سیستم‌های سیاسی پیچیده را به خود دیده است.» همچنین؛ این اولین منطقه‌ای است که «در جنوب صحرای بزرگ آفریقا جایی که اسلام آفریقایی گسترش یافت و شکوفا شد.»

## سده‌های میانی
تاریخ قرون وسطایی این منطقه با تجارت کاروانی مشخص می‌شود. سلطان‌نشین‌های شرق سودان عبارت بودند از دارفور، باگیرمی، سنار و وادای. در سودان مرکزی، امپراتوری کانم-بورنو و پادشاهی‌های هوسا در غرب، واگادو، ماندن، سونگهای و موسی قرار داشتند.